# Ribeirão São João (Minas Gerais)
O Ribeirão São João é um curso de água do estado de Minas Gerais que circula pelo município de Padre Paraíso e deságua no rio Jequitinhonha. Está localizado em sua bacia homônima, a Bacia Ribeirão São João, que se encontra junto à Bacia Hidrográfica do Rio São Francisco, e sua nascente ocorre no Morro do Peão, por sua vez localizado no município de Sete Lagoas, desenvolvendo seu curso à noroeste sobre as rochas do grupo Bambuí até encontrar o Rio Paraopeba, numa extensão de cerca de 40 km. 
A Bacia Ribeirão São João é delimitada pelas latitudes 19°20' e 19°35' Sul e pelas longitudes 44°15' e 44°35' Oeste, e suas altitudes variam de 594 a 1050 metros, encontrando-se em uma região onde ocorreu grande aplainamento durante o Terciário Médio e Superior, caracterizada atualmente por uma área de grande pressão antrópica e industrial, que banha os municípios de Inhaúma, Sete Lagoas, Caetanópolis e Paraopeba, com área aproximada de 367 km².   
Da área total estimada para a bacia, 48% situam-se no município de Inhaúma, 39% no município de Sete Lagoas e 6,5% nos municípios de Paraopeba e Caetanópolis. Em 2008, uma análise geoecossistêmica da Bacia do Ribeirão São João, utilizando sistema de informação geográfica (SIG), destacou a necessidade das práticas de recuperação ambiental contínua, de maior atenção governamental à qualidade dos recursos hídricos, devido à presença de contaminantes.